# Liblín
Liblín è un comune della Repubblica Ceca facente parte del distretto di Rokycany, nella regione di Plzeň.

## Monumenti e luoghi d'interesse
- Castello di Libštejn
- Castello di Liblín